# مارك فيريه
مارك فيريه (بالكتالونية: Marc Ferré)‏ هو لاعب كرة قدم أندوري في مركز الوسط، ولد في 11 يناير 1994 في أندورا لا فيلا في أندورا. لعب مع Andorra CF ‏.

## وصلات خارجية
- مارك فيريه على موقع الاتحاد الأوربي (الإنجليزية)
- مارك فيريه على موقع إي إس بي إن إف سي (الإنجليزية)
- مارك فيريه على موقع قاعدة بيانات كرة القدم.إي يو (الإنجليزية)
- مارك فيريه على موقع ناشيونال فوتبول تيمز (الإنجليزية)
- مارك فيريه على موقع Soccerway.com (الإنجليزية)
- مارك فيريه على موقع عالم كرة القدم.نت (الإنجليزية)